# لويس دلفينو
لويس دلفينو (بالفرنسية: Louis Delfino)‏ هو لاعب كرة قدم فرنسي، ولد في 5 أكتوبر 1912 في نيس في فرنسا، وتوفي في 11 يونيو 1968 في فرنسا. لعب مع نادي نيس.